# Hard Truths
Hard Truths ist ein Filmdrama von Mike Leigh. Der Film mit Marianne Jean-Baptiste in der Hauptrolle als ständig gereizte Londonerin feierte im September 2024 beim Toronto International Film Festival seine Premiere und soll im Januar 2025 im Vereinigten Königreich und im Februar 2025 in Spanien in die Kinos kommen.

## Handlung
Pansy lebt mit ihrem Mann Curtley, der als Möbelpacker arbeitet, und ihrem 22-jährigen Sohn Moses in der Londoner Vorstadt. Ihr kleines Häuschen mit Garten ist immer pikobello sauber. Pansy ist eine Frau, die sich im Krieg befindet, mit der Welt und den Menschen um sich herum, besonders seit dem Tod ihrer Mutter vor fünf Jahren. Ihre Familie hat sie mit ihrem losen Mundwerk so eingeschüchtert, dass zuhause so gut wie nie gesprochen wird.

## Produktion

### Filmstab, Besetzung und Dreharbeiten

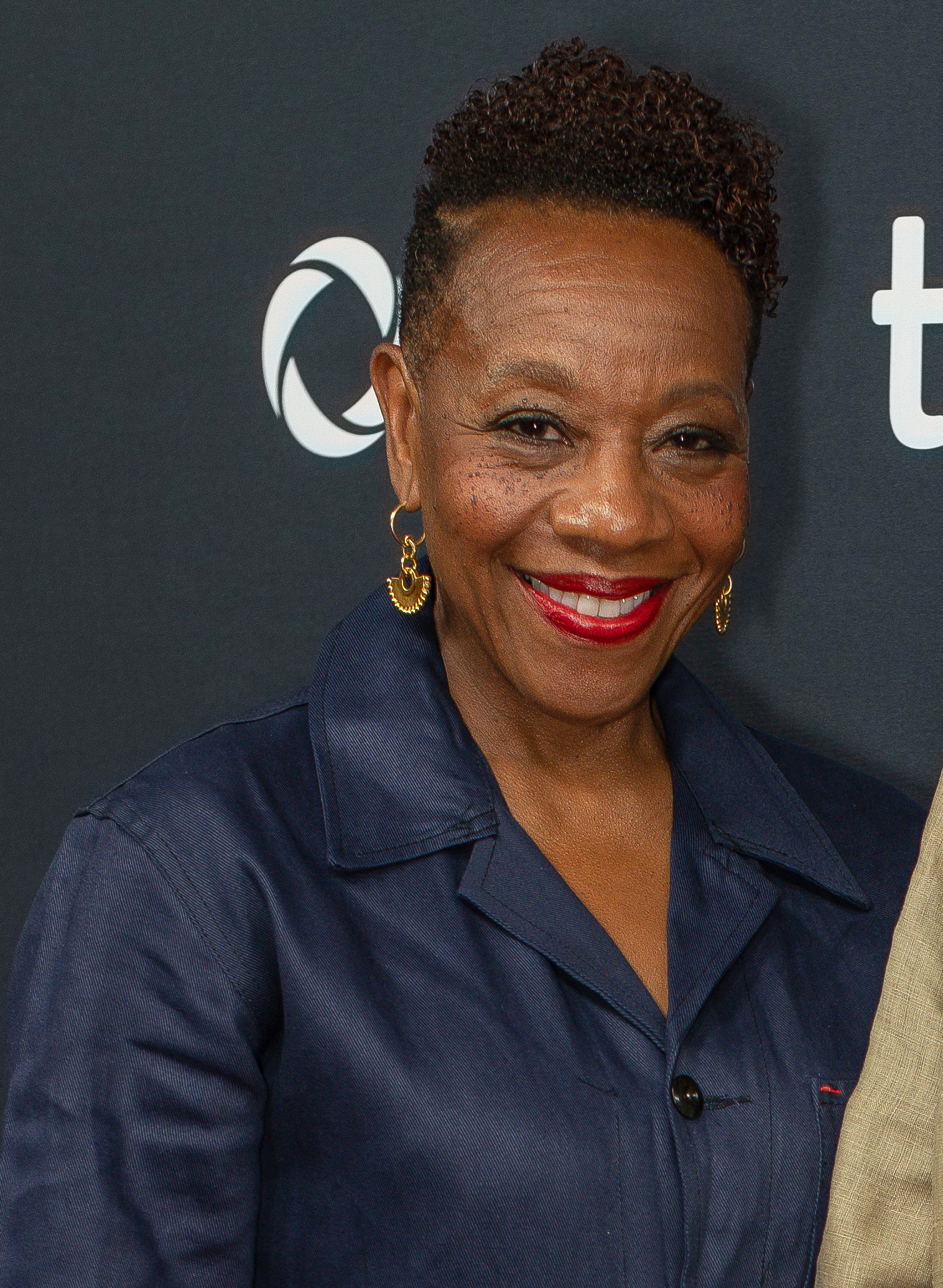
Marianne Jean-Baptiste spielt Pansy

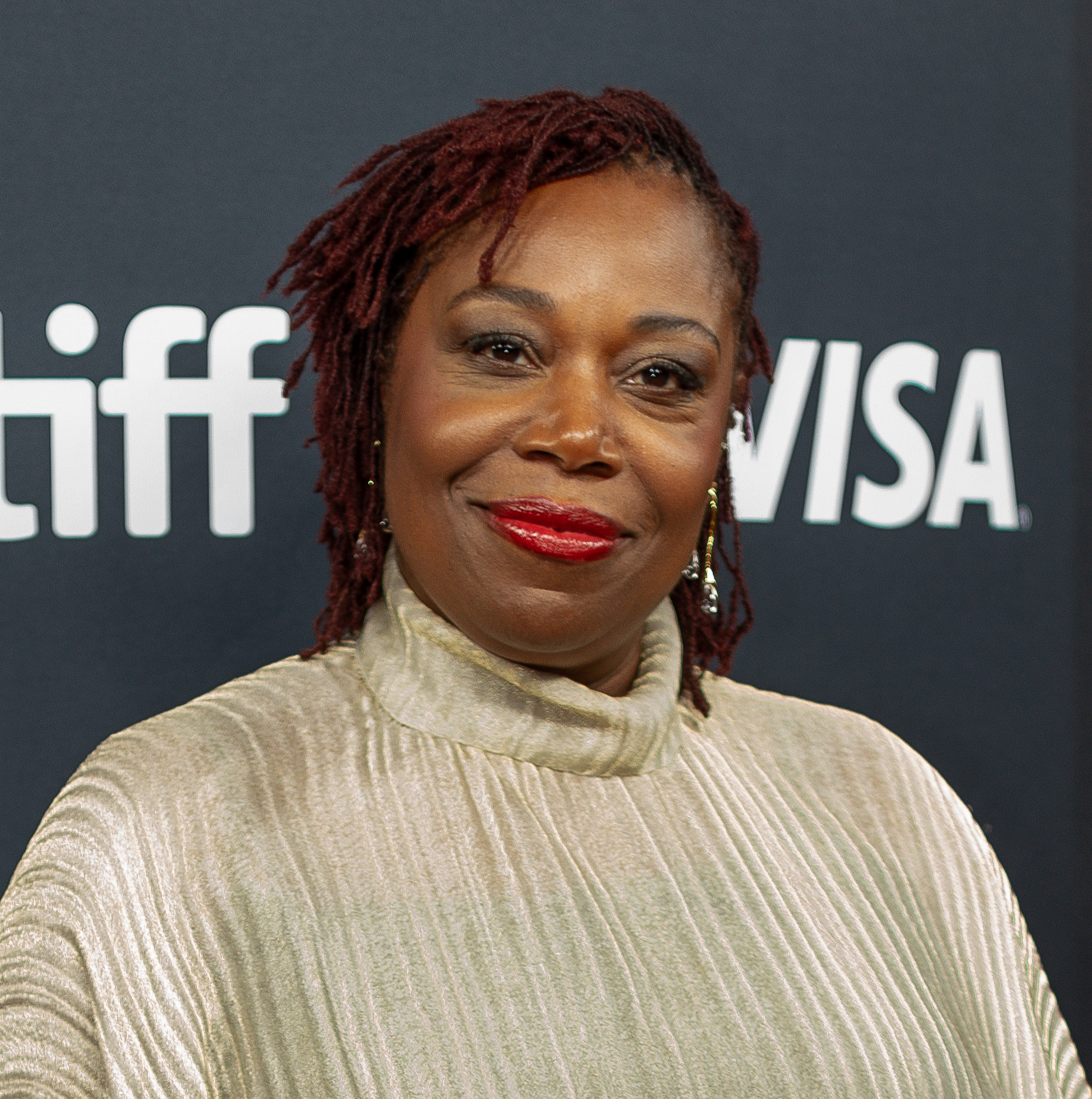
Michele Austin spielt ihre Schwester Chantelle

Regie führte Mike Leigh, der auch das Drehbuch schrieb. Er gilt als Exponent des New British Cinema. Hard Truths ist Leighs fünfzehnter Spielfilm.
Die Britin Marianne Jean-Baptiste spielt in der Hauptrolle die stets leicht gereizte Pansy. Sie war die erste schwarze britische Schauspielerin, die für einen Oscar als beste Nebendarstellerin in Leighs Lügen und Geheimnisse von 1996 nominiert wurde. David Webber spielt ihren Ehemann Curtley, der als Möbelpacker arbeitet, und Tuwaine Barrett ihren 22-jährigen Sohn Moses. Michele Austin ist in der Rolle von Pansys jüngerer Schwester Chantelle zu sehen.
Wie bei den meisten seiner früheren Filme arbeitete Leigh mit Kameramann Dick Pope zusammen. Nach ihrer letzten Zusammenarbeit für Peterloo (2018) war Pope für Chiwetel Ejiofors Regiedebüt Der Junge, der den Wind einfing, Edward Nortons Motherless Brooklyn (2019), Harry Macqueens Supernova (2020) und Graham Moores Thriller The Outfit (2022) tätig. Pope starb im Oktober 2024.

### Filmmusik und Veröffentlichung
Die Filmmusik komponierte Gary Yershon, mit dem Leigh bereits für seinen Film Mr. Turner – Meister des Lichts zusammenarbeitete. Die Veröffentlichung eines insgesamt sieben Musikstücke umfassenden Soundtrack-Albums ist von Caldera Records geplant.
Die Premiere von Hard Truths fand am 6. September 2024 beim Toronto International Film Festival statt. Ab Ende September 2024 wurde der Film beim San Sebastian International Film Festival gezeigt. Im Oktober 2024 fanden Vorstellungen beim New York Film Festival, beim Mill Valley Film Festival, beim Hamptons International Film Festival, beim London Film Festival und beim Montclair Film Festival statt. Ebenfalls im Oktober 2024 wird er beim Chicago International Film Festival und beim Woodstock Film Festival gezeigt. Ende Oktober, Anfang November 2024 wird Hard Truths beim Savannah Film Festival vorgestellt und hiernach beim Belfast Film Festival. Die Rechte liegen bei Bleeker Street. Am 6. Dezember 2024 kam der Film in ausgewählte US-Kinos und startete dort im darauffolgenden Monat landesweit. Ebenfalls im Januar 2025 wird Hard Truths beim Palm Springs International Film Festival gezeigt. Der Kinostart im Vereinigtes Königreich ist ebenfalls im Januar 2025 geplant, in Spanien Ende Februar 2025. Anfang Juli 2025 sind Vorstellungen beim Filmfest München geplant.

## Rezeption

### Altersfreigabe und Kritiken
In den USA erhielt der Film ein R-Rating.
Von den bei Rotten Tomatoes aufgeführten Kritiken sind 94 Prozent positiv bei einer durchschnittlichen Bewertung mit 8,1 von 10 möglichen Punkten. Bei Metacritic erhielt der Film einen Metascore von 88 von 100 möglichen Punkten.
Jon Frosch schreibt in seiner Kritik im Hollywood Reporter, Hard Truths sei vielleicht nicht Mike Leighs bester Film, dennoch liefere er ein lebendiges, hervorragend gespieltes und inszeniertes Porträt psychischen Schmerzes und seiner Begleiterscheinungen, ausgefüllt mit einer Prise Humor und winzigen Pinselstrichen der Zärtlichkeit. Wie in seinen früheren Filmen untersuche Leigh auch in Hard Truths des Konzepts des Glücks, frage sich wer es findet, wer nicht und wie und warum. Während sich einige darüber ärgern mögen, dass sich ein weißer Regisseur mit der Dysfunktion einer britisch-jamaikanischen Familie befasst, zeige der Filmemacher in seinem Film, dass er mit 81 Jahren noch immer versucht, neue Wegen zu finden, die Welt und die frustrierten Menschen, die sie bevölkern, zu erkunden. Die von Marianne Jean-Baptiste gespielte Pansy befinde sie sich im Krieg mit der Welt, sobald sie sich nach draußen wagt. Ihre Boshaftigkeit sei  komisch, und ihre Beleidigungen seien fast von literarischer Qualität, doch ihr Temperament sei auch beängstigend, eine explosive Manifestation sowohl psychologischer als auch physischer Störungen.
In der Jahresbestenliste des vom British Film Institute herausgegebenen Filmmagazins Sight & Sound landete der Film auf Platz 5 der besten Filme des Jahres 2024. Aus dem IndieWire Critics Poll 2024 ging Marianne Jean-Baptiste als Erstplatzierte unter den besten Darstellern hervor.

### Auszeichnungen
Hard Truths befindet sich in der Vorauswahl zum Europäischen Filmpreis 2024. Im Folgenden eine Auswahl von Nominierungen und Auszeichnungen.
African-American Film Critics Association Awards 2024
- Auszeichnung als Beste Schauspielerin (Marianne Jean-Baptiste)[22]

Black Reel Awards 2025
- Auszeichnung als Bester internationaler Film
- Nominierung als Bester Independent-Film (Mike Leigh)
- Auszeichnung für die Beste Hauptrolle (Marianne Jean-Baptiste)
- Nominierung als Bestes Ensemble
- Nominierung für den Besten Schnitt (Tania Reddin)[23][24]

British Academy Film Awards 2025
- Nominierung als Bester britischer Film (Mike Leigh und Georgina Lowe)
- Nominierung als Beste Hauptdarstellerin (Marianne Jean-Baptiste)[25]

British Independent Film Awards 2024
- Auszeichnung für die Beste Hauptrolle (Marianne Jean-Baptiste)
- Nominierung für die Beste Nebenrolle (Michele Austin)[26][27]

Critics’ Choice Movie Awards 2025
- Nominierung als Beste Hauptdarstellerin (Marianne Jean-Baptiste)[28]

Denver Film Festival 2024
- Auszeichnung mit dem Excellence in Acting Award (Marianne Jean-Baptiste)[29][30]

Filmfest München 2025
- Nominierung im Wettbewerb CineMasters[14]

Gotham Awards 2024
- Nominierung als Bester internationaler Film (Mike Leigh und Georgina Lowe)

Independent Spirit Awards 2025
- Nominierung als Bester internationaler Film[31]

Los Angeles Film Critics Association Awards 2024
- Auszeichnung für die Beste Hauptrolle (Marianne Jean-Baptiste)[32]

National Board of Review Awards 2024
- Auszeichnung für das Beste Originaldrehbuch (Mike Leigh)
- Aufnahme in die Top 10 der Independent-Filme[33]

New York Film Critics Circle Awards 2024
- Auszeichnung als Beste Hauptdarstellerin (Marianne Jean-Baptiste)[34]

Online Film Critics Society Awards 2025
- Nominierung als Beste Hauptdarstellerin (Marianne Jean-Baptiste)[35]

San Sebastian International Film Festival 2024
- Nominierung im Wettbewerb um die Goldene Muschel (Mike Leigh)[6]

Satellite Awards 2025
- Nominierung für das Beste Drehbuch  (Mike Leigh)[36]

Tromsø International Film Festival 2025
- Nominierung im Internationalen Wettbewerb[37]